# Le italiane e l'amore
Le italiane e l'amore è un film del 1961 in undici episodi (un dodicesimo fu eliminato al montaggio) diretti dai registi Gian Vittorio Baldi, Marco Ferreri, Giulio Macchi, Francesco Maselli, Lorenza Mazzetti, Gianfranco Mingozzi, Carlo Musso, Piero Nelli, Giulio Questi, Nelo Risi, Florestano Vancini.
Gli episodi si ispirano a casi reali, tratti da lettere ai giornali raccolte da Gabriella Parca nel libro Le italiane si confessano. La scelta delle lettere fu realizzata da Cesare Zavattini.
In un articolo intitolato La donna rivendica il diritto alla felicità (La femme revendique le droit au bonheur), la stampa canadese lo descrisse così: «ogni donna si riconoscerà in una o l'altra delle eroine. Ognuna rivivrà almeno un episodio della sua vita, di fronte alle immagini scioccanti di questa audace disamina».

## Episodi (nell'ordine)
- Ragazze madri di Nelo Risi
- I bambini (o: L'educazione sessuale dei figli) di Lorenza Mazzetti
- Lo sfregio (o: La sfregiata) di Piero Nelli
- Le adolescenti (o: Le adolescenti e l'amore) di Francesco Maselli
- Viaggio di nozze (o: La prima notte) di Giulio Questi
- Le tarantate (o: La vedova bianca; La tarantolata) di Gianfranco Mingozzi
- Gli adulteri (o: L'infedeltà coniugale) di Marco Ferreri
- La separazione legale di Florestano Vancini
- Un matrimonio (o: Il matrimonio assurdo) di Carlo Musso
- Il successo (o: La frenesia del successo) di Giulio Macchi
- La prova d'amore di Gian Vittorio Baldi
- Il prezzo dell'amore di Piero Nelli (tagliato al montaggio)